# Kalaripayatt

Jasmine Simhalan utövar Kalaripayatt och Silambam.

Kalaripayatt är en kampsport med ursprung från södra Indien. Vid utövandet används bland annat ett svärdliknande vapen kallat urumi.